# Tecnologías accesibles para personas con discapacidad visual en la educación

## Introducción

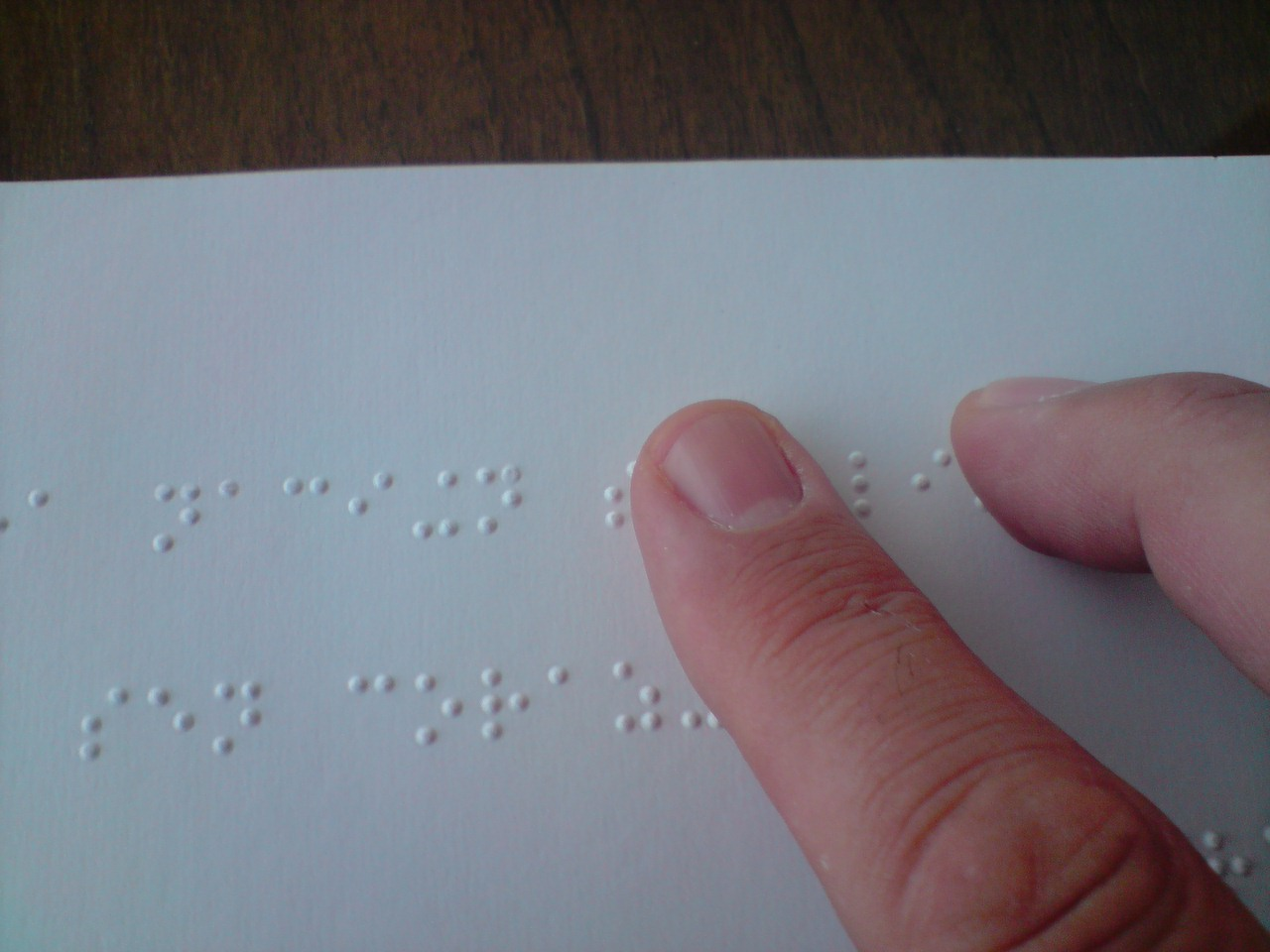
Persona leyendo un libro en braille

Las tecnologías accesibles para personas con discapacidad visual son herramientas y dispositivos diseñados para facilitar el acceso a la información, la comunicación y el aprendizaje de quienes presentan esta discapacidad. Estas tecnologías incluyen software lector de pantalla, dispositivos braille, aplicaciones móviles adaptadas y tecnologías emergentes como la inteligencia artificial y la realidad aumentada.
El uso de estas tecnologías en el ámbito educativo es fundamental para promover la inclusión y democratizar el conocimiento, permitiendo que estudiantes con discapacidad visual participen en igualdad de condiciones dentro del sistema educativo.
Sin embargo, su implementación enfrenta desafíos como la accesibilidad económica, la capacitación de docentes y usuarios, así como la adaptación a diferentes contextos culturales.
Diversas iniciativas en varios países impulsan el desarrollo y uso de estas tecnologías, favoreciendo una educación más equitativa e inclusiva.

## Tipos de tecnologías accesibles

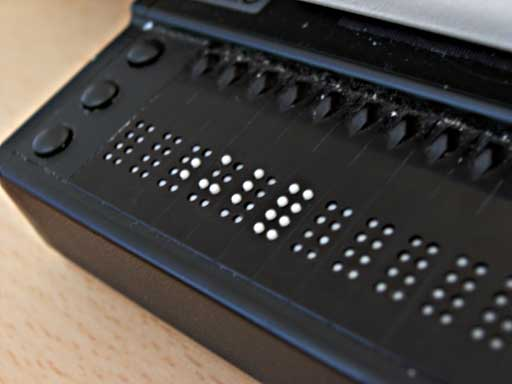
Dispositivo de braille de líneas refrescables utilizado en entornos educativos y tecnológicos

Las tecnologías accesibles para personas con discapacidad visual comprenden una variedad de herramientas diseñadas para facilitar el acceso y la interacción con la información. Entre las más comunes se encuentran los software lectores de pantalla, como JAWS y NVDA, que convierten el texto en voz o en señales braille, permitiendo la navegación en computadoras y dispositivos móviles.
También se emplean dispositivos braille, como las líneas braille y las impresoras braille, que facilitan la lectura y escritura táctil para quienes utilizan este sistema. Además, existen aplicaciones móviles educativas adaptadas que ofrecen contenido accesible y funciones específicas para usuarios con discapacidad visual.
En los últimos años han surgido tecnologías emergentes que combinan inteligencia artificial y realidad aumentada para mejorar la autonomía y experiencia educativa, proporcionando soluciones más personalizadas y efectivas.

## Impacto en la educación
Estas tecnologías han transformado significativamente el panorama educativo, permitiendo que estudiantes con discapacidad visual puedan acceder a la información y participar activamente en los procesos de enseñanza-aprendizaje. Ayudan a superar barreras físicas y cognitivas, favoreciendo un entorno educativo más inclusivo y equitativo.
Diversos estudios indican que el uso adecuado de estas tecnologías mejora el rendimiento académico y la autonomía de los estudiantes. Además, fomentan la capacitación de docentes y el desarrollo de materiales adaptados, lo que mejora la calidad y pertinencia educativa.

## Desafíos y limitaciones
A pesar de los beneficios, la implementación enfrenta retos como la accesibilidad económica debido al costo elevado de dispositivos y software especializados. 
También existen dificultades por la capacitación insuficiente de docentes y usuarios, lo que limita el uso efectivo de estas herramientas. 
Es necesario adaptar las tecnologías a contextos culturales diversos para asegurar su pertinencia, considerando la escasa disponibilidad de contenido en idiomas indígenas o adaptado a diferentes realidades sociales.

## Iniciativas y proyectos destacados
Diversas organizaciones y gobiernos han desarrollado iniciativas para promover el uso de tecnologías accesibles. La Fundación ONCE impulsa proyectos en España y Latinoamérica para distribuir tecnologías innovadoras y formar a usuarios.
La UNESCO publica guías para apoyar la integración de estas tecnologías en los sistemas educativos.
En México, ONG y universidades desarrollan aplicaciones y plataformas accesibles para estudiantes con discapacidad visual.